# Розвідчик
Розві́дчик (рос. Разведчик) — селище у складі Кемеровського округу Кемеровської області, Росія.
Стара назва — Оленевка.

## Населення
Населення — 1034 особи (2010; 1018 у 2002).
Національний склад (станом на 2002 рік):
- росіяни — 97 %